# Титулована шляхта

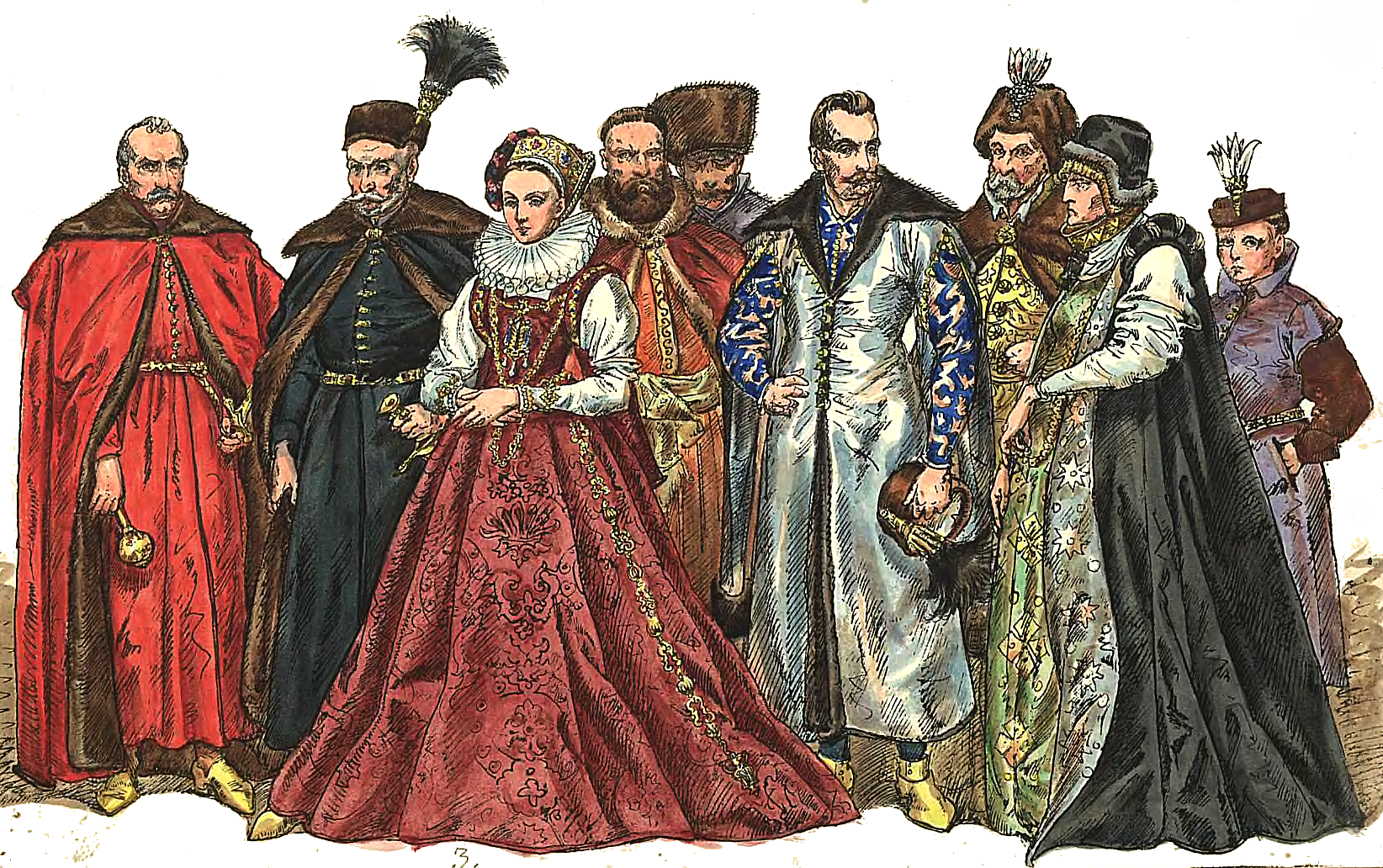
Титулована шляхта Речі Посполитої 1576–1586

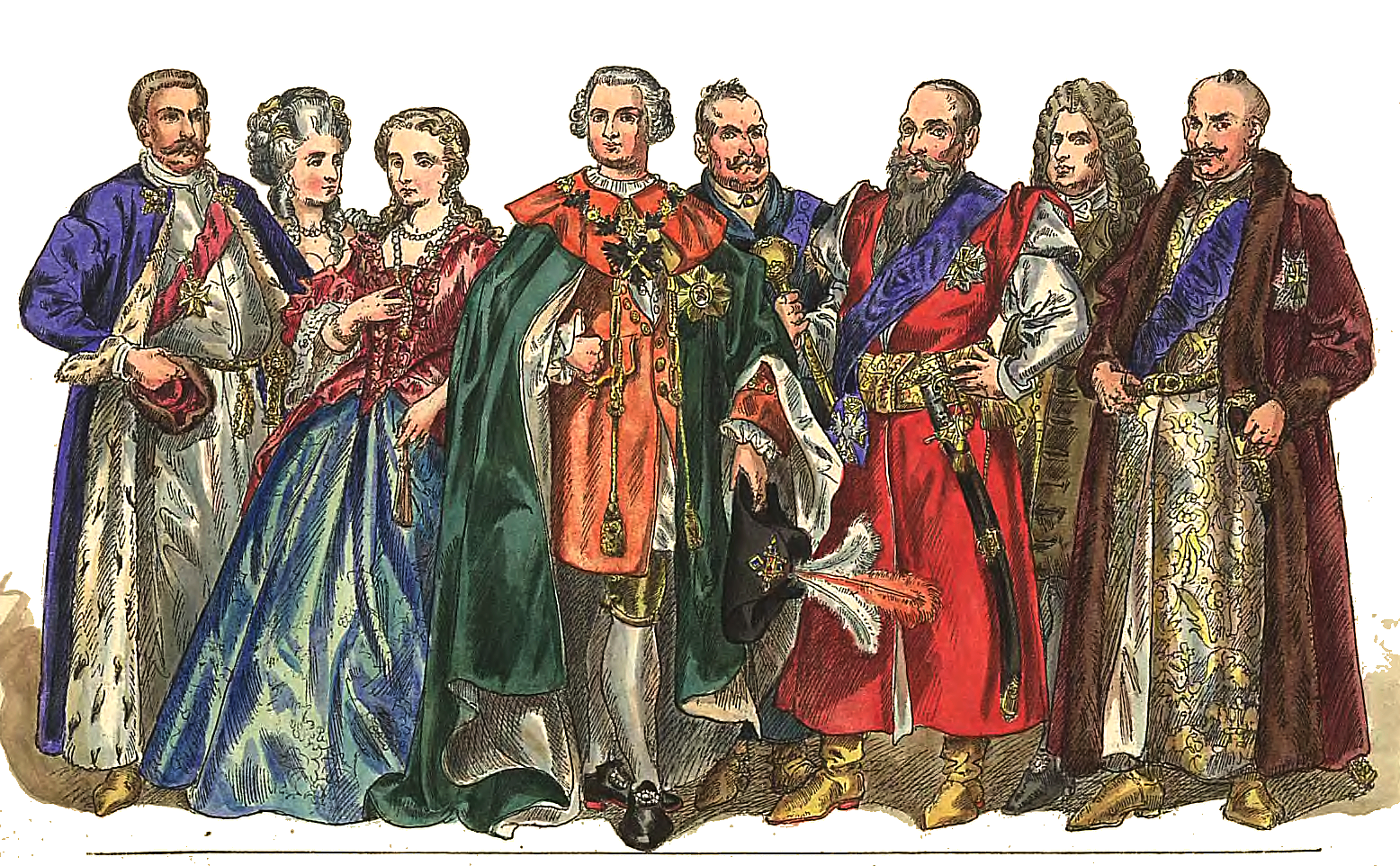
Титулована шляхта Речі Посполитої 1697–1795

Титуло́вана шля́хта — особлива привілейована група шляхти (дворянства), що має спадкові титули (князь, герцог, граф, барон тощо). Титули передавалися дітям. В деяких країнах (наприклад у Великій Британії) титул передавався старшому сину. В більшості країни Європи (Франція, Австро-Угорщина, Річ Посполита, тощо) титули передавались всім законним нащадкам. 
Титули передавались від чоловіків дружинам; титулована шляхтянка у шлюбі з нетитулованою особою втрачала свій титул і не могла передати його дітям.

## Опис
Ти́тулом називалось почесне успадковане або ж дароване монархом звання. 
Існувала також нетитулована шляхта, що знаходилась рангом нижче за титуловану.

### Князі
У середньовіччі князями називалося багато стародавніх феодалів  — великих землевласників, титул цей переходив у спадок. З початку XVIII століття титул князя став присвоюватися імператором за особисті заслуги. Вищим титулом був ясновельможний (найясніший) князь. В Росії до князів зверталися «Ваша світлість» (светлость, сиятельство) за німецьким і польським зразком. Дружина князя називалася княгиня, дочка — князівна, син князя — теж князем, княжичем. До XIX століття багато князівських родини збідніли.

### Граф
Запозичений зі Священної Римської імперії. В Російській імперії запроваджений у 1706 році. Дружина і дочка графа — графиня, син — граф. 

### Барон
Нижчий шляхетський титул. Жінка барона — баронеса. У баронів формули титулування не було, зверталися до них просто словами «пан барон». До кінця XVIII століття в Росії стали з'являтися російські барони  — Строганови, Скарятіни, Черкасови та інші.